# Brezovica (Szlovákia)
Brezovica község Szlovákiában, a Zsolnai kerület Turdossini járásában.

## Fekvése
Alsókubintól 30 km-re északkeletre, Turdossintól 8 km-re keletre, a Nyugati-Tátra északi lábánál fekszik.

## Története
A települést 1580 körül a vlach jog alapján alapította a Thurzó család. Nevét nyírfákban gazdag területe alapján kapta. Thurzó István 1580-ban kiadott adománylevelét később Thurzó György is megerősítette. Kijelölték a falu határait is, mely Zábidótól a Tresztenik-patakig, Trsztenától Szentmáriáig, illetve Ljeszektől az Omeg-patakig terjedt. Az alapító okirat szerint Wallasek Sándor soltész húsz család letelepítésére kapott megbízást és engedélyt, hogy itt malmot és fűrésztelepet létesítsenek. 1593-ban három parasztház állt itt, 1606-ra a házak száma tízre gyarapodott. 1615-ben Szkorusinát is ide csatolták. 1683-ban a környék falvaival együtt a Bécs felmentésére siető litván hadak égették fel, de rövidesen újjáépítették. 1728-ban a falunak 884 lakosa volt, ezután a lakosság száma visszaesett. Lakói juh- és szarvasmarha tenyésztéssel, sajtkészítéssel, len termesztésével foglalkoztak.
A 18. század végén Vályi András így ír róla: „BREZOVITZA. Tót falu Árva Vármegyében a’ felső járásban, fekszik Trsztena M. Városhoz egy órányira, földes ura a’ Királyi Kamara, ’s az Árvai Uradalomhoz tartozik, lakosai katolikusok, erdei nagyok, szántó földgyei hegyeken fekszenek, és a’ záporok által károsíttatnak, kút vize nintsen, ’s a’ patakotskákból isznak, sajtya nevezetes, legelője jó, fája sok, harmadik Osztálybéli.”
Lakosai életében a jobbágyság 1848-as eltörlése hozott lényeges változást. A falu egyházilag Trsztena plébániájához tartozott és tartozik ma is.
Fényes Elek 1851-ben kiadott geográfiai szótárában így ír a faluról: „Brezovicza, tót falu, Árva vármegyében, 650 katholikus s zsidó lak., 33 1/8 sessió. Juh- és tehéntartás. Lentermesztés. – Hires sajt. F. u. az árvai uradalom. Utolsó postája Rosenberg.”
Kápolnáját 1883 és 1884 között trsztenai szerzetesek építették. A trianoni diktátumig Árva vármegye Trsztenai járásához tartozott.

## Népessége
| Év:            | 1994. | 2004.   | 2014.   | 2024.   |
| -------------- | ----- | ------- | ------- | ------- |
| Emberek száma: | 1220  | 1292    | 1322    | 1419    |
| Eltérés:       |       | +5,90 % | +2,32 % | +7,33 % |

| Év:            | 2023. | 2024.   |
| -------------- | ----- | ------- |
| Emberek száma: | 1416  | 1419    |
| Eltérés:       |       | +0,21 % |

1910-ben 618, túlnyomórészt szlovák lakosa volt.
2011-ben 1304 lakosából 1284 szlovák.